# Standoff (filme)
Standoff (Brasil: Marcando Território ) é um filme de suspense produzido nos Estados Unidos, dirigido por Adam Alleca e lançado em 2016.